# 今天妳要嫁給我
〈今天妳要嫁給我〉（英語：Marry Me Today）是臺灣歌手陶喆和蔡依林的歌曲，收錄於陶喆第五張錄音室專輯《太美麗》。該歌曲由陶喆和娃娃作詞、陶喆作曲和製作。該歌曲作為專輯第二支單曲由伊世代娛樂於2006年8月17日發行。該歌曲獲得第18屆金曲獎最佳年度歌曲獎。

## 背景和發行
2006年7月16日，陶喆表示新專輯即將發行，並透露專輯主打浪漫路線。同月21日，百代音樂工作人員證實專輯《太美麗》將收錄一首和蔡依林合唱的歌曲。同年8月4日，專輯《太美麗》正式發行，收錄〈今天妳要嫁給我〉。

## 創作
該歌曲融合朗朗上口的民謠旋律和輕快口琴，並將〈結婚進行曲〉及象徵美滿家庭的嘻笑聲拼接於歌中。歌詞巧妙運用四季更迭的意象描繪男女由戀愛至結婚的過程，並將牧師證婚誓詞改編為饒舌。
2006年8月20日，陶喆接受《南方都市報》採訪時表示，該歌曲最初為獨唱曲，後來在寫詞時決定改為男女對唱，透過女歌手和自己分段演唱、副歌合唱及饒舌部分模擬牧師司儀，使歌曲更立體有趣。起初並未設定和蔡依林合作，最終選擇她並非為了唱片公司炒作，而是考量雙方年齡差異及對婚姻不同觀點，令歌曲更具感覺和共鳴。

## 音樂影片
2006年8月4日，陶喆和蔡依林在臺北市內湖區麗庭莊園及中山區新生公園迷宮花園拍攝MV。MV由林錦和執導，於同月17日發布。

## 商業表現
該歌曲獲得2006年臺灣Hit FM年度百首單曲第一名。

## 評價
中國新聞社評價，〈今天妳要嫁給我〉保持陶喆在作曲上的優勢，是一首流行精品。中國新聞網認為，陶喆和蔡依林合唱的〈今天妳要嫁給我〉融合江南小調和美式節奏，浪漫鋪陳恰到好處。《華商晨報》指出，陶喆和蔡依林合作，將創作歌手和偶像歌手結合，歌該曲在輕快的R&B氛圍中呈現快樂音符，間奏的Rap部分見證幸福，結尾巧妙嵌入〈婚禮進行曲〉，結束浪漫之旅。3C Music中文唱片評論表示，蔡依林的聲音在〈今天妳要嫁給我〉中表現中規中矩，編排巧妙，後段神父對白改為Rap詞，搭配得宜。搜狐娛樂則認為該歌曲是專輯的市場殺手鐧，認為陶喆和蔡依林的合作更多是為市場製造刺激點，屬於明星搭台的形式主義。

## 獎項
該歌曲獲得加拿大至Hit中文歌曲排行榜2006年度全國樂迷投票推崇十大國語歌曲、2007年Hito流行音樂獎年度十大華語歌曲及聽眾最愛歌曲、第一屆家族音樂獎最受歡迎對唱歌曲獎、2006年度Music Radio中國Top排行榜年度最佳金曲、中華音樂人交流協會2006年度十大單曲、第18屆金曲獎最佳年度歌曲獎、第七屆全球華語歌曲排行榜最受歡迎對唱金曲、2007中國移動無線音樂頒獎盛典年度最暢銷對唱金曲。

## 現場表演
2007年2月3日，陶喆和蔡依林共同參加「2007年Hito流行音樂獎頒獎典禮」，並合唱〈今天妳要嫁給我〉。同月4日，兩人在「Windows Vista Wow翻天演唱會」共同演唱該曲。同年2月17日，二人出席中國中央電視台綜藝節目《中國中央電視台春節聯歡晚會》，合唱〈今天妳要嫁給我〉。同年4月26日，參加「第二屆中國中部投資貿易博覽會大型文藝晚會」，共同演唱該曲。同年6月29日，陶喆和蔡依林出席「2006年度Music Radio中國Top排行榜頒獎晚會」，合唱〈今天妳要嫁給我〉。2008年1月11日，兩人在「M大會」共同演唱該曲。同年4月28日，參加「第四屆中國國際動漫節開幕式晚會」，合唱〈今天妳要嫁給我〉。

## 轶闻
2016年美國總統選舉中，Donald Trump當選總統。部分網民引用〈今天妳要嫁給我〉中的歌詞「DT in the house」，將DT（指陶喆英文名David Tao）解讀為Donald Trump，戲稱蔡依林是預言家。網民表示：「早就猜到美國大選特朗普獲勝，畢竟來自東方的神秘力量，蔡依林曾預測過：DT (Donald Trump) in the house (White House)」。

## 幕後人員
- 陶喆—樂器演奏及編寫
- Dino Soldo—口琴
- 朱敬然—錄音師
- Firehouse Recording Studios—錄音室
- 白金錄音室—錄音室
- Milton Gufierrez Ruezga—錄音助理
- 任飛翔—錄音助理
- 羅中屏—錄音助理
- 伊勗賢—錄音助理
- Mick Guzaski（英语：Mick Guzaski）—混音師
- Barking Doctor Recording—混音室
- Tom Bender—混音助理

## 發行歷史
| 地區     | 日期         | 格式     | 經銷商     |
| -------- | ------------ | -------- | ---------- |
| 中國大陸 | 2006年8月4日 | 電台播放 | 伊時代娛樂 |

## 外部連結
- YouTube上的〈今天妳要嫁給我〉（2007年中國中央電視台春節聯歡晚會現場表演）